# Yellow (AKA 7even)
Yellow è un singolo del cantautore italiano AKA 7even, pubblicato il 22 gennaio 2021 come secondo estratto dal primo album in studio eponimo.

## Tracce
Testi e musiche di Antonio Ammendola, Gianvito Vizzi, Luca Marzano e Max Elias Kleinschmidt.
1. Yellow – 2:55